# José Félix Pons
José-Félix Pons y Alonso (Hospitalet de Llobregat, 27 de junio de 1932-ibídem, 19 de marzo de 2013) fue un periodista español, especializado en información deportiva.
Ingresó en Televisión española en 1959. Pero su labor en este medio tuvo mayor repercusión en los años setenta y ochenta, cuando presentó y dirigió el espacio Polideportivo (1974-1980), que sería cantera de profesionales de la talla de Mercedes Milá y Olga Viza.
Es igualmente recordado por ser uno de los primeros periodistas en España especializados en retransmitir partidos de baloncesto. En 1972 fue nombrado vicepresidente de la Asociación Española de Informadores Deportivos de Radio y Televisión.
Paralelamente a su actividad en televisión, también trabajó en radio, concretamente en Radio Peninsular de Barcelona, y siempre en programas relacionados con el mundo del deporte. 
Desde 1964, y especialmente después de jubilarse, prestó su voz al doblaje de numerosas películas, interpretando casi siempre el papel que desempeñó en su carrera profesional: el de comentarista deportivo. Así, se le puede escuchar en las versión en español de películas como Días de Radio, Toro Salvaje o Acusados. Para televisión, uno de sus trabajos más destacados fue la narración de la serie estadounidense Crónica de gangsters. Residente durante muchos años en el paseo de San Juan de Barcelona, en el año 2008 fijó su residencia en la localidad de Begas.